# Јоркшир
Јоркшир (енгл. Yorkshire) је традиционална грофовија у Северној Енглеској и највећа у Уједињеном Краљевству. Због своје огромне величине у поређењу са другим енглеским грофовијама, њене функције су временом преузеле њене административне подјединице, које су такође подлегале периодичним реформама. Упркос овим променама Јоркшир је наставио да се сматра за географски и културни регион. Традиционално се дели на Западни, Северни и Источни рајдинг (од старонордијске речи þriðing, „трећина“, што представља наслеђе од скандинавских досељеника из 9. века. Јорк као седиште грофовије није део ниједног рајдинга.
У модерно доба највећи део Јоркшир, заједно с малим делом Линколншира сачињава енглеску регију Јоркшир и Хамбер, па је подељен у неколико административних грофовија (округа). Јоркшир никада није био јединствена административна грофовија.
Амблем Јоркшира је Бела ружа династије Јорк, па се сваког 1. августа слави Јоркширски дан. Постоји и „химна“ грофовије у облику народне песме On Ilkla Moor Baht'at.
Најзначајни градови су Лидс, Шефилд, Бредфорд, Кингстон на Халу (Хал), Јорк, Хадерсфилд, Мидлсбро и Донкастер.

## Географија
Историјски, северна граница Јоркшира је била река Тиз, источна граница је било Северно море, а јужна граница је био естуар Хамбер и реке Дон и Шиф. Западна граница кривуда дуж западних обронака Пенина све до реке Тиз. Јоркшир се гранични са неколико традиционални грофовија: Дарам, Линколншир, Нотингемшир, Дарбишир, Чешир, Ланкашир и Вестморланд. У Јоркширу постоји јака веза између главних топографских области и геолошких периода у ком су образовани. Пенински венац на западу је пореклом из карбона. Централна долина је из времена пермо-тријаса. Севернојоршки мурови на североистоку грофовије су пореклом из јуре, док су Јоркширска брда на југоистоку из периода креде.
Јоркширом тече неколико река. У западном и централном Јоркширу многе реке се уливају у Уз, који се улива у Северно море преко естуара Хамбер. Најсевернија река у сливу Уза је Свејл, која тече Свејлдејлом пре него што прође кроз Ричмонд и меандрира дуж Моубрејске долине. Затим кроз Венслејдејл тече Ар у коју се Свејл улива источно од Бороубриџа. Река Нид извире на ивици националног парка Јоркшир Дејлс и тече кроз Нидердејл пре него што Јоркшку долину.
Уз је име реке која тече од састанка са Уром код Уз Гил Бека. Река Ворф, која тече кроз Ворфдејл, улица се у Уз узводно од Кавуда. Реке Ер и Колдер су јужније притоке Уза, а најјужнија јоркширска притока је Дон, која тече на север и улива се код Гула. На крајњем северу грофовије река Тиз тече на исток кроз Тиздејл и улива се у Северно море низводно од Мидлсброа. Краћа река Еск тече од запада ка истоку у северном делу Севернојоркшких мурова и улива се у море код Витбија. Река Дервент извире у Севернојоршким муровима, течене на југ, па на запад кроз долину Пикеринга, а затим скреће поново на југ и тече кроу источни део Јоршке долине. Улива се у Уз код Бармбија на Маршу. Источно од Јоркширских брда река Хал тече на југ и улива се у естуар Хамбер код Кингстона на Халу. Кроз западне Пенине на запад тече река Рибл која се улива у Ирско море близу Лидам Сент Енс.

## Историја

### Келтска племена
Први становници Јоркшира су били Келти, који су формирали два одвојена племена, Бриганти и Париси. Бриганти су контролисали територију која ће касније постати Северни Рајдинг Јоркшира и Западни Рајдинг Јоркшира. Ово племе је контролисало највећи део северне Енглеске и више територије него било које друго келтско племе у Енглеској. Да је област Јоркшира било у срцу њихове територије се види по томе да је Изуријим Бригатум (данас Алдборо) био главни град њиховог цивитаса за време римске владавина. Шест од девет бригантских полиса описаних у Географији Клаудија Птолемеја се налазе у оквиру територије традиционалне грофовије. Париси, који су контролисали подручје које ће постати Источни Рајдинг Јоркшира, су можда сродни галским Парисима у околине Лутеције (по којима је Париз добио име). Њихова престоница је била Петуарија, у близини естуара Хамбера. Иако је римско освајање Британије почело 43. године, Бриганти су у дужем периоду наставили да владају својим краљевством као вазалном државом Рима, који је владао над бригантским монарсима Картимандуом и њеним супругом Венуцијем. У почетку је ова ситуација одговарала и Римљанима и Бригантима, који су били чувени као најратоборније племе у Британији.

### Римски период
Краљица Картимандуа је оставила свог мужа Венуција зарад његовог штитоноше Велоката, што је покренуло ланац догађаја којим је измењена контрола над облашћу Јоркшира. Картимандуа је због својих добрих односа са Римљанима успевала да задржи контролу над краљевством. Међутим њен бивши супруг је организовао побуне против ње и њених римских савезника. У другом покушају Венуције је преузео краљевство, али су Римљани предвођени генералом Петилијем Церијалисом покорили Бриганте 71. године.
Под римском влашћу област је наставила да има велику важност. Утврђени град Еборакум (данас Јорк) је изабран за главни град Доње Британије и најважнији град целе Римске Британије. Током две године пре своје смрти, цар Септимије Север је управљао Римским царством из Еборакума.
Други цар, Констанције Хлор, је преминуо у Јоркширу током посете 306. године. У Еборакуму се његов син Константин Велики прогласио за римског цара у граду. Почетком 5. века, римска управа је престала са повлачењем последњих активних римских војника. У овој фази, Западно римско царство је било у тешкој кризи.

### Други келтски период и Англи
Након доласка Римљана појавила су се мала келтска краљевства у Јоркширу: Краљевство Ебраук око Јорка и познатије Краљевство Елмет у Западном Јоркширу. Елмет је остао независтан од нортумбријских Англа све до почетка 7. века када је краљ Едвин протерао његовог последњег краља Сертика и припојио област. У свом највећем обиму Нортамбрија се простирала од Ирског мора до Северног мора и од Единбурга до Халамшира у Јужном Јоркширу.

### Краљевство Јорвик
Војска данских викинга, Велика поганска армија како су је непријатељи често називали, је напала територију Нортамбрије 866. Данци су освојили и преузели данашњи Јорк, променили му име у Јорвик и учинили га престоницом истоименог данског краљевства. Област коју је краљевство обухватало је укључивало највећи део јужне Нортамбрије, што грубо одговара границама Јоршира проширеним даље на запад.
Данци су покорили још већу област Енглеске која је након тога постала позната као Данелаг; међутим само је краљевство Јорвик била истинска викиншка територија икада основана на британском острву. Краљевство је напредовало, искоришћавајући раширену трговачку мрежу викиншких народа, и успоставило је трговачке везе са Британским острвима, северозападном Европом, Средоземљем и Блиским истоком..
Иако је краљевство основао Данац Халфдан Рагнарсон 875, њиме у највећим делом владали дански краљеви и насељено породицама и потомцима данских Викинга, власт над краљевством је ипак прешло норвешке руке при крају његовог постојања. Ерик Крвава Секира, бивши краље Норвешке који је био последњи независни викиншки краље Јорвика, је посебно важна особа у јоркширској историји, и његов тирански приступ владавини су можда делимично одговорни за убеђивање данских становника области да прихвате енглески суверенитет у годинама које су следиле
Након 100 година свог крхког постојања, краљевству Јорвик је коначно дошао краљ. Краљевство Весекс је сада било у успону и успоставило је доминацију на северу, поставивши Јоркшир опет у оквире Нортимбрије, која је задржала одређену количину аутономију као скоро независна грофовија. Весешки краљеви Енглеске су имали глас да поштују нордијске обичаје у Јоркширу и препустили су доношење закона локалној аристократији.

### Норманско освајање
У недељама пре битке код Хејстингса 1066, Харолду Годвинсону су пажњу одвукли догађаји у Јоркширу. Његов брат Тостиг Годвинсон и Харолд Хардрада, краљ Норвешке, покушали су да изведу преврат на северу, пошто су победили у бици код Фалфорда. Енглески краљ је марширао на север где су се две војске среле у бици на Стамфорд бриџу. Тостиг и Хардрада су обојица погинули у бици, а њихове војске одлучно потучене. Међутим, Харолд је био приморан да одмах са војском маршира назад на југ где се искрцао Вилијам Освајач. Краљ је био поражен код Хејстингса и то је довело до норманског освајања Енглеске.
Народ са севера се побунио против Нормана у септембру 1069, уз помоћ Свена II. Они су покушали да поврате Јорк, али су га Нормани запалили пре него што су успели. Уследио је Прогон севера по Вилијамовом наређењу. Од Јорка до Дарама летина, стока и пољопривредне алатке су уништаване. Многа села између ових градова су спаљена и локално становништво је безобзирно убијано. Током зиме која је уследила, породице су гладовале до смрти. На хиљаде сељака је умрло од хладноће и глади. Ордерик Виталис је проценио да је „више од 100.000 особа“ са сеера умрло од глади.
У наредним вековима у Јоркширу су подигнуте многе опатије и приорати. Нормански земљопоседници су желели да увећају своје приходе и основали су нове градове као што су Барнсли, Донкастер, Кингстон на Халу, Лидс, Скарборо, Шефилд и други. Од градова који су постојали пре освајања само су Бридлингтон, Поклингтон и Јорк задржали већи значај. Популација Јоркшира се увећавала све док је није погодила Велика глад из 1315-1317. Велика глад између 1315. и 1322.
Почетком 12. века, становници Јоркшира су морали да се боре против Шкота у бици код Стандарда у Нортхалертону. Предвођени надбискупом Турстаном од Јорка, војници из Јоркшира су поразили бројнију шкотску војску.
Црна смрт је стигла до Јоркшира 1349. и убила око трећине његовог становништва.

### Ратови ружа
Када је краљ Ричард II збачен 1399, почело је да избија непријатељство између династије Јорк и династије Ланкастер, обе огранци краљевске династије Плантагенет. На крају су се две династије бориле за престо Енглеске у низуграђанских ратова, познатих под именом Ратови ружа. Неке битке су се одиграле у Јоркширу, као што су оне код Вејкфилда и Таутона, а ова друга је чувена као најкрвавија битка икада вођена на енглеском тлу. Ричард III је био последњи јорковски краљ.
Хенри Тјудор, присталица династије Ланкастер, је поразио и убио Ричарда у бици код Босворта. Затим је ступио на престо као Хенри VII и оженио се Елизабетом од Јорка, ћерком Едварда IV Јорка и тиме окончао ратове. Две руже црвене и беле боје, симболи династија Ланкастер и Јорк су комбиновани у Тјудорску ружу. Ово непријатељство између краљевских династија Јорк и Ланкастер је ушло у популарну културу као ривалство грофовија Јоркшир и Ланкашир, нарочито на спортском пољу. Тако на пример се у крикету игра Меч ружа, иако је упориште династије Ланкастер било у Јорку, а династије Јорк у Лондону. У фудбалу се утакмице између Манчестер јунајтеда и Лидса се обично називају „ратовима ружа“ због боја домаћих дресова ова два клуба.

### Свеци, текстилна индустрија и грађански рат
Текстилна индустрија вуне која је раније била радиност са седиштем у старим трговачким градовима се преместила у Западни Рајдинг где су предузетници градили воденице које су искоришћавале енергију воде прикупљену овладавањем рекама и потоцима који теку са Пенина. Развој текстилне индустрије је помогао развоју Вејкфилда и Халифакса.
Енглеска реформација почела је за време Хенрија VIII и Распуштање манастира 1536. довело до народног устанка познатог као Ходочашће милости, који је почео у Јоркширу у знак протеста. Неки католици у Јоркширу су наставили да практикују своју веру и они који би били ухваћени су погубљени током владавине Елизабете I. Једна таква особа је била жена из Јорка по имену Маргарет Клитроу која је касније канонизован.
Током Енглеског грађанског рата између краља и Парламента, који је почео у 1642, Јоркшир је био подељен по питању лојалности; Хал је чувен по томе што је затворио краљу капије града, када је краљ хтео да уђе у град неколико месеци пре отпочињања борби, док је Северни Рајдинг Јоркшира био нарочито ројалистички. Јорк је био база ројалиста, а они су одатле освојили Лидс и Вејкфилд, али су их изгубили неколико месеци касније. Ројалисти су победили у бици код Адвалтон Мура, што је значило да су контролисали Јоркшир (са изузетком Хала). Из своје базе у Халу Парламентарци су узвратили, поново заузимајући град по град у Јоркширу, све док нису однели победу у бици код Марстон Мура и њоме стекли контролу над северном Енглеском.
У 16. и 17. веку Лидс и друге центри индустрије вуне су наставили да расту, заједно са Хадерсфилдом, Хал и Шефилдом, док експлоатација угља први пуст стекла значај у Западном Рајдингу Јоркшира. Канали и путарине су уведени крајем 18. века. У наредном веку бањски градови Херогејт и Скарборо су такође цветала, захваљујући људима који су веровали да је минерална вода имала лековита својства.

### Модерни Јоркшир
У 19. веку је настављен напредак Јоркшир, уз пораст броја становника и индустријску револуцију у производњи угља, текстила и челика (посебно у Шефилду и Ротераму). Међутим, и поред процвата индустрије, животни услови су се погоршали у индустријским градовима због пренасељености, што се одразило у епидемијама колере из 1832. и 1848. Срећом по грофовију, до краја века начињен је напредак увођењем модерне канализације и водовода. Неколико јоркширских железничких мрежа је изграђено ширењем железнице широм земље до удаљених области. Већа грофовија су основана за сва три рајдинга 1889, али њихове области надлежности нису обухватала велике градове, који су постали окружне општине и обухватале већи део становништва.
Током Другог светског рата, Јоркшир је постао важна база за Бомбардерску команду Краљевског ваздухопловства, која је донела грофовију на прву линију рата. Током 1970-их су се спроводиле велике реформе локалне самоуправе широм Уједињеног Краљевства. Неке од промена су биле непопуларне, као што је губљење статуса Јоркшира и његова три рајдинга 1974. у оквиру Акта о локалној самоуправи из 1972. Укидањем Хамберсајда, Источни Рајдинг је 1996. поново образован у смањеним границама. Јоркшир и Хамбер тренутно обухвата већину области Јоркшира. Овај регион обухвата северни део Линколншира, али не обухвата Садлворт (сада у Ширем Манчестеру), Боуландску шуму (Ланкашир); Седберг и Дент (Камбрија); горњи Тиздејл (Дарам) , као и Мидлсбро, Редкар и Кливланд.